# تیم ملی فوتبال قرقیزستان
تیم ملی فوتبال قرقیزستان نماینده کشور قرقیزستان در مسابقات بین‌المللی و آسیا است که زیر نظر فدراسیون فوتبال قرقیزستان فعالیت می‌کند.
اولین بازی رسمی این تیم در تاریخ ۲۳ اوت ۱۹۹۲ میلادی در برابر تیم ملی فوتبال ازبکستان برگزار شده‌است. این تیم در مارس ۲۰۱۸ توانست برای اولین بار در تاریخ به جام ملت‌های آسیا که در سال ۲۰۱۹ و در کشور امارات متحده عربی برگزار می‌شود صعود کند.و به جام ملت های آسیا 2023 نیز صعود کرده بود ولی هزاران بار جلوی ایران کم آورد